# Kid A
Kid A es el cuarto álbum de estudio de la banda británica de rock alternativo Radiohead, lanzado el 2 de octubre de 2000. Fue un éxito comercial a nivel internacional, llegando a obtener un disco de platino una semana después de su lanzamiento en el Reino Unido. Pese a la falta de un sencillo oficial o videoclip que sirviera como publicidad, Kid A fue el primer álbum de Radiohead en debutar en el primer puesto en Estados Unidos. Su éxito pudo haberse debido a una campaña única de mercadotecnia, su previo lanzamiento por Internet, o a la expectativa generada por su álbum anterior, OK Computer.
Producido por Nigel Godrich, Kid A se grabó en París, Copenhague, Gloucestershire y Oxford. El proceso de composición y grabación del álbum fue experimental para Radiohead, ya que la banda cambió su sonido de antaño por otro más electrónico. Con influencias del krautrock, jazz, y música clásica del siglo XX, Radiohead abandonó su instrumentación de tres guitarras para incorporar una mayor diversidad, empleando teclados, ondas Martenot y, en ciertas canciones, instrumentos de cuerda y de viento-metal. Kid A contiene además letras más abstractas y minimalistas que las de trabajos anteriores de la banda. El cantante Thom Yorke ha afirmado que el álbum no fue pensado como «arte», sino que refleja la música que los integrantes de la banda escuchaban en aquel momento. Acompañando al álbum se incluyeron diseños de Stanley Donwood y Yorke, junto a una serie de pequeños videoclips, llamados blips.
Kid A está considerado uno de los álbumes de música popular más desafiantes jamás grabados en tener éxito comercial, y generó opiniones polarizadas entre los seguidores y la crítica. El álbum ganó un premio Grammy al mejor álbum de música alternativa y obtuvo una nominación en la categoría de álbum del año. Además, recibió elogios por introducir a los oyentes a la música alternativa. Pese a que el nuevo rumbo que tomó la banda alejó a algunos seguidores y disgustó a algunos críticos, Kid A recibió críticas en general positivas de notables medios dedicados a la música. Ha figurado en sucesivas listas de múltiples publicaciones como uno de los mejores álbumes de los últimos años y en 2009 fue elegido el mejor álbum de la década de 2000 por Pitchfork Media, Rolling Stone y The Times.

## Contexto
Hacia 1998, la atención que Radiohead recibió por su último álbum lanzado en ese entonces, OK Computer, se volvió fuente de tensiones, particularmente para el vocalista Thom Yorke. Su sentimiento de desconexión con la «velocidad» del mundo moderno, que inspiró canciones de OK Computer, se intensificó durante su gira de 1997 Against Demons. Como se puede apreciar en el filme de 1999 de Grant Gee, Meeting People Is Easy, Radiohead dio a conocer nuevas canciones durante su gira, incluyendo la que sería luego conocida como «How to Disappear Completely» —en ese entonces conocida durante la gira como «How to Disappear Completely and Never Be Found»—. Sin embargo, la banda tuvo muchas dificultades para grabarlas después.
Mientras que Yorke recibía alabanzas por su música, se volvió hostil hacia los medios. Sentía que sus canciones se habían vuelto parte de un ruido de fondo constante que describía como el «zumbido del refrigerador». Yorke sentía que «todos los sonidos que hiciste, que te hicieron feliz, han sido desprovistos de todo su significado», y sufrió una depresión mientras luchaba para componer nuevos temas. A su vez, afirmó que a fines de 1998 «cada vez que tomaba una guitarra entraba en pánico. Empezaba a componer una canción, paraba después de 16 compases, la escondía en un cajón, la miraba otra vez, la hacía trizas, la destruía». Los miembros de Radiohead decidieron continuar y el bajista Colin Greenwood añadió que «sentimos que debíamos cambiarlo todo».

## Grabación y producción
Cuando Radiohead comenzó a trabajar en el álbum a principios de 1999, sus miembros tuvieron ideas diferentes sobre la dirección musical que debían tomar. El guitarrista Ed O'Brien quería que el estilo de la banda se hiciera más directo y apuntara a canciones pop de tres minutos de duración basadas en la guitarra, mientras que Yorke sentía que sus anteriores esfuerzos con el rock «no se entendían». El cantante afirmó además que «ya estaba cansado de las melodías. Sólo quería ritmo». El vocalista había sido DJ y parte de una banda de música electrónica en la Universidad de Exeter y comenzó a escuchar exclusivamente ese tipo de música, comentando al respecto: «Me sentí tan emocionado [con la música electrónica] como nunca me había sentido con la música de guitarra». Incluso, le atrajo la idea de que su voz fuera usada como un instrumento en vez de tener un papel destacado en el álbum.
La creación de Kid A comenzó con el productor de OK Computer Nigel Godrich, sin que la discográfica les impusiera un plazo. Yorke, quien tenía más autoridad en la banda, todavía estaba enfrentándose a su bloqueo como compositor. Sus nuevas canciones estaban sin terminar y otras consistían en poco más que un ritmo hecho con una caja de ritmos y fragmentos de letra que había extraído de un sombrero. La banda ensayó un poco y comenzó a grabar en París, pero dejaron su trabajo después de un mes y se trasladaron a los Estudios Medley en Copenhague, donde permanecieron dos semanas. Algunas canciones compuestas a principios de 1999 se incorporaron al álbum, a menudo irreconocibles si se tiene en cuenta su forma original —«In Limbo», conocida originalmente como «Lost at Sea» data de ese año—. Según los integrantes del grupo, este período fue muy improductivo.
O'Brien comenzó a llevar un diario personal en Internet sobre los progresos de la banda. Más tarde, describió el cambio de estilo de Radiohead en aquel tiempo: «Si quieres hacer una grabación que suene diferente, tienes que cambiar la metodología. Y es espantoso —todos se sienten inseguros. Soy guitarrista y de pronto es como que, bueno, no hay guitarra en esta canción, o no hay batería». El baterista Phil Selway también encontró difícil ajustarse a las sesiones de grabación.

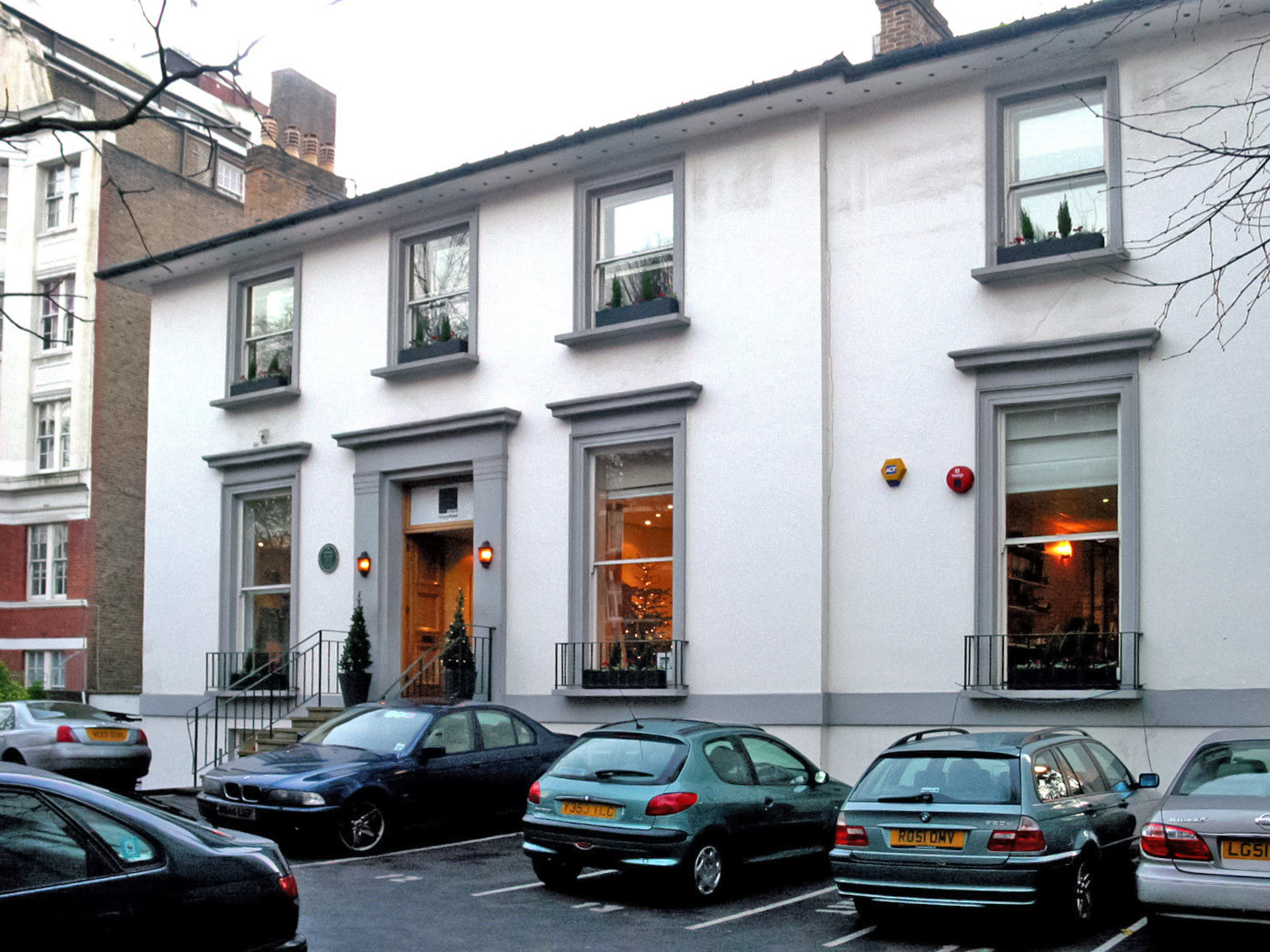
La producción final de Kid A se llevó a cabo en los estudios Abbey Road

En abril de 1999 se reanudaron las grabaciones en una mansión de Gloucestershire antes de trasladarse a los estudios de Oxford. Siguiendo la nueva dirección musical de Yorke, los miembros de la banda empezaron a experimentar con diferentes instrumentos y a aprender «cómo participar en una canción sin tocar una sola nota». El resto del grupo comenzó gradualmente a compartir la pasión de Yorke por los sonidos de sintetizador. Además, se usaron herramientas digitales como Pro Tools y Cubase para manipular las grabaciones. O'Brien dijo que «ahora, todo está abierto con la tecnología. Las permutaciones son infinitas». Hacia el final del año estaban terminadas seis canciones, incluyendo el tema que lleva el mismo nombre del álbum.
A principios de 2000, Jonny Greenwood, el único miembro de Radiohead con dominio de la teoría musical, compuso un arreglo para «How to Disappear Completely», que grabó con la Orquesta de St. John en la iglesia Dorchester Abbey. Tocó las ondas Martenot en dicha canción, al igual que en «Optimistic» y «The National Anthem». Esta última, conocida como «Everyone» durante las sesiones de grabación, originalmente estaba planeada para que fuera un lado B para OK Computer. Yorke, quien en esta canción tocó el bajo eléctrico, quiso además incluir en «The National Anthem» una sección de instrumentos de viento inspirada en Charles Mingus, por lo que él y Greenwood dirigieron a músicos de jazz para que sonaran como «un embotellamiento». Greenwood y su hermano Colin también comenzaron a experimentar con la utilización de samples con su propia música y la de otros artistas. De uno de aquellos experimentos surgió el tema básico de «Idioteque», al que luego se le añadió la voz de Yorke. Pese a su cambio de dirección, Colin Greenwood todavía describía a Radiohead como una banda de rock. Jonny Greenwood resumió así las sesiones de grabación para Kid A:

«No recuerdo haber pasado mucho tiempo tocando el teclado. Era más bien una obsesión con el sonido, los altavoces, todo el arte de grabar. Lo veo así: una voz en un micrófono, dentro de una cinta, en tu CD, a través de tus auriculares; es tan ilusorio y falso y como cualquier sintetizador, no coloca a Thom [Yorke] en tu salón. Pero uno lo percibe como real, mientras que el otro como irreal [...] Se trataba únicamente de conseguir desechar la noción de que los sonidos acústicos son más reales».

Radiohead terminó la grabación en la primavera de 2000, habiendo creado treinta canciones nuevas. Debido a que deseaban evitar sacar a la venta un álbum doble, la banda guardó muchas de sus canciones para su disco de 2001 Amnesiac. Yorke estaba obsesionado sobre el orden posible, y discutieron en repetidas ocasiones sobre la lista de canciones, lo que casi llega a provocar la disolución de la banda. Se decidió finalmente que Kid A comenzaría con «Everything in Its Right Place». Yorke pensaba que la canción, compuesta en piano y computadora, era la que mejor representaba al disco, y quiso desde el principio lanzarla como sencillo. La revista Rolling Stone en su edición argentina colocó este tema en el puesto 24 en su lista elaborada en 2010 de las 50 mejores canciones de la década de 2000 internacionales y comentó que «la voz de Thom Yorke sonaba más procesada que la carne enlatada, pero a pesar de su rareza uno no podía evitar canturrearla». La mezcla final del álbum fue realizada por Godrich y la masterización se llevó a cabo en los estudios Abbey Road bajo la dirección de Chris Blair.

## Lanzamiento y promoción

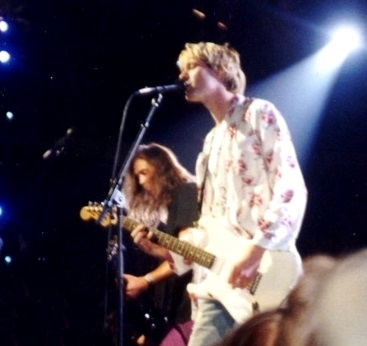
Kid A ha sido descrito como «el disco de rock más esperado desde In Utero de Nirvana»

Tras terminar la grabación, la banda, junto a su discográfica, diseñaron un plan de mercadotecnia. Un ejecutivo de EMI alabó la música, pero describió «el reto empresarial de conseguir que todos creyeran [lo mismo]». Sin embargo, hubo un interés considerable por parte de los medios; Spin describió a Kid A como «el disco de rock más esperado desde In Utero de Nirvana». Thom Yorke encontró la situación «aterradora», y según Ed O'Brien, la campaña de mercadotecnia buscaba disipar la exagerada atención sobre el nuevo álbum. A diferencia de la práctica habitual en la industria de la música, la banda decidió no lanzar ningún sencillo oficial de Kid A, aunque «Optimistic» y otras canciones del disco fueron radiodifundidas.
Radiohead y sus seguidores tenían una gran presencia en Internet a finales de la década de 1990. En consecuencia, las compañías Parlophone y Capitol Records promocionaron el disco de una manera poco convencional: a través de este medio. Se lanzaron pequeños videos llamados blips distribuidos gratuitamente por Internet y que se mostraron entremedias de los programas en los canales musicales. Capitol Records creó el iBlip, una aplicación Java que se podía incluir en las páginas de los seguidores, permitiendo a los usuarios hacer un pedido en línea del disco y escuchar fragmentos en streaming antes de su lanzamiento. No se pusieron en circulación copias promocionales antes de su publicación oficial, pero los críticos lo escucharon en condiciones supervisadas cuidadosamente, lo mismo que los seguidores, reunidos en fiestas de audición. Además, se ofreció una previsualización completa a través del canal musical MTV2.
La banda realizó una gira breve por países mediterráneos a principios del verano de 2000, tocando en directo sus nuevas canciones por primera vez. A mediados de 2000 se anunció el título del álbum y ya se habían empezado a transmitir copias pirata de los conciertos por el servicio peer to peer Napster. Colin Greenwood comentó que «tocamos en Barcelona y al día siguiente el concierto entero estaba en Napster. Tres semanas después, cuando fuimos a tocar a Israel, el público sabía las letras de todas las canciones nuevas y era maravilloso». Un mes antes de su lanzamiento, el álbum completo apareció en Napster. En respuesta, Yorke comentó: «Esto aviva el entusiasmo por la música de una forma que la industria musical olvidó hace tiempo». Se estima que Kid A se descargó de forma gratuita millones de veces antes de su lanzamiento mundial, por lo que algunos esperaban que las ventas no fuesen buenas.
Las ventas se redujeron el 2 de octubre de 2000, la fecha del lanzamiento oficial, cuando EMI retiró 150 000 copias defectuosas en Europa. Sin embargo, Kid A debutó en el primer puesto en las listas del Reino Unido, Estados Unidos, Francia, Irlanda, Nueva Zelanda y Canadá. Fue la primera producción británica en tres años en ocupar el primer puesto en las listas de ventas de Estados Unidos, así como el primer álbum de Radiohead en entrar en el top 20 en este país. Algunos han sugerido que la distribución peer to peer ha incrementado las ventas por los rumores generados, mientras que otros han atribuido esto a que las discográficas crearan tantas expectativas alrededor del álbum. Sin embargo, la banda cree que el haber tomado medidas contra las filtraciones por Internet no habría dado tiempo a los críticos —quienes hubieran esperado a su lanzamiento— para formarse una opinión.
A finales de 2000, la banda salió de gira por Europa interpretando mayoritariamente nuevas canciones, en una carpa construida a medida sin logotipos corporativos promocionales. Radiohead también dio tres conciertos en Estados Unidos, los primeros en casi tres años. Las entradas se agotaron rápidamente, atrayendo a celebridades y seguidores que acamparon toda la noche. En octubre, la banda apareció en el programa de televisión Saturday Night Live. Las tomas del recital impactaron a algunos espectadores que esperaban canciones de rock, con Jonny Greenwood tocando instrumentos electrónicos, los músicos de viento improvisando en «The National Anthem» y Yorke bailando espasmódicamente y tartamudeando en «Idioteque». Radiohead fue a Estados Unidos poco tiempo después de su debut en el primer puesto y, según Ed O'Brien: «los estadounidenses aman el éxito, así que si lograste un primer puesto, les gustarás muchísimo». Yorke dijo que «fuimos The Beatles por una semana».

## Estilo
Kid A presenta influencias de los artistas de IDM y de música electrónica ambiental de la década de 1990 Autechre y Aphex Twin, junto con otros de Warp Records; además de bandas de krautrock de la década de 1970 como Can, Faust o Neu!; y de los músicos de jazz Charles Mingus, Alice Coltrane y Miles Davis. Durante la grabación, Radiohead se inspiró en el disco Remain in Light de 1980 de Talking Heads, quienes fueron una de las primeras influencias del grupo. Los miembros de la banda también se vieron influidos por el rap alternativo de la discográfica Mo'Wax, con artistas como Blackalicious o DJ Krush.
«How to Disappear Completely» se inspiró en el cantante Scott Walker, en el que también se había basado el sencillo de 1993 «Creep». La orquestación de cuerdas para «How to Disappear Completely» se inspiró en el compositor polaco Krzysztof Penderecki. El uso de las ondas de Martenot de Jonny Greenwood en esta y varias otras canciones de Kid A recibió influencias de Olivier Messiaen, quien popularizó la instrumentación electrónica y fue muy admirado por Greenwood en su adolescencia. A su vez, en «Idioteque» se utilizaron samples de piezas de Paul Lansky y Arthur Kreiger, compositores de música clásica relacionados con la música hecha por computadora. Yorke además se refirió a la música electrónica de baile, diciendo que la canción es «un intento de capturar lo que produce esa sacudida explosiva cuando estás en un club nocturno y la PA suena tan fuerte que sabes que [te] están haciendo daño».
«Motion Picture Soundtrack» —una canción compuesta antes de «Creep»— fue un intento de emular las bandas sonoras de las películas de Disney de la década de 1950. Yorke la grabó solo en un órgano con pedales y otros miembros de la banda más tarde añadieron samples de arpa y contrabajo. Jonny Greenwood describió su interés en combinar la vieja y nueva tecnología musical, mientras que durante las grabaciones Yorke leyó el libro Revolution in the Head de Ian MacDonald, que relata los procedimietos de grabación empleados por The Beatles con la producción y estilo de composición de John Lennon, Paul McCartney, George Harrison y George Martin a finales de la década de 1960. La banda también trató de combinar las manipulaciones electrónicas con sesiones de improvisación en el estudio, inspirándose en la banda alemana Can. La canción que le da nombre al disco, «Kid A», se compuso en computadora y sobre ella el grupo comenzó a improvisar. Al respecto, la edición argentina de Rolling Stone comentó que su súplica «parecía un bebé pateando adentro de un disco rígido».
Se le ha comparado con el White Album de The Beatles por su respectivo sonido experimental, carácter político y vanguardista, explosión creativa y marcado alejamiento del sonido de los álbumes anteriores de ambas bandas —Sgt. Pepper's Lonely Hearts Club Band y OK Computer—. 
Los miembros de Radiohead han afirmado no sentirse identificados con el rock progresivo, y en consecuencia Kid A no incluye ninguna canción de más de seis minutos de duración. Por otra parte, el disco se ha categorizado a veces como perteneciente al estilo post-rock, debido a su carácter minimalista y enfocado en la textura. Los solos de guitarra de Jonny Greenwood son menos llamativos en este disco que en trabajos anteriores del grupo, si bien la guitarra aún se siguió utilizando en la mayoría de las pistas. Al respecto, la edición argentina de Rolling Stone mencionó que «lo más cerca que hay de un riff es la línea de bajo distorsionado en «The National Anthem», las guitarras de «Morning Bell» sonaban más como aves marinas». Además, en el instrumental «Treefingers», lo que era inicialmente un solo de guitarra de Ed O'Brien se alteró digitalmente para crear un sonido ambiental, al igual que también en el álbum se modificó ampliamente la voz de Yorke con técnicas similares; el efecto vocal de la pista «Kid A» se creó con las ondas Martenot, consiguiendo un resultado comparable al generado por el vocoder. El cambio de estilo que la banda experimentó en esta grabación se ha comparado con los álbumes Zooropa (1993) y  Passengers (1995) de U2, y Laughing Stock (1991) de Talk Talk.

### Letras
Kid A fue el primer álbum desde su debut, Pablo Honey de 1993, en el que no se publicaron oficialmente las letras de las canciones, ni se añadieron en el folleto del disco. Thom Yorke, quien escribió todas las letras, explicó este hecho afirmando que no podía separarse la letra de la música. Mencionó que usó técnicas de manipulación digital para distanciarse a sí mismo de la temática «brutal y horrible» de la canción que daba título al disco, ya que no podía haberla cantado de otra forma. Con el fin de confeccionar algunas de las letras, cortó palabras y frases y las metió dentro de un sombrero para después sacarlas. Se comentó en el sitio oficial de Radiohead el uso de esta técnica, similar a la que empleó Tristán Tzara para crear «poesía dada». Algunas de las bandas de post-punk que influyeron a Radiohead, tal como Talking Heads en su trabajo con Brian Eno, también llegaron a usar esta técnica.
De acuerdo con el vocalista, el título del disco no hace referencia a Kid A in Alphabet Land, unas cartas que utilizó el psicoanalista Jacques Lacan en su trabajo, sino que sugirió que hace alusión al primer clon humano, pero negó que tuviera un concepto o historia en mente. En otra ocasión, dijo que Kid A era el mote de un secuenciador. Comentó que «si le pones un nombre específico, eso conduce la grabación de una cierta forma. Me gusta lo que no tiene un significado [determinado]».
Los miembros de la banda leyeron el libro antiglobalización No Logo, escrito por Naomi Klein, mientras grababan el álbum; incluso se lo recomendaron a sus seguidores a través de su sitio web y consideraron titular el disco de esta forma. Yorke, también citó al libro de George Monbiot Captive State: The Corporate Takeover of Britain como una de sus influencias. Yorke y otros de los miembros de la banda estuvieron implicados en el movimiento para cancelar la deuda del tercer mundo en este período. Se dijo que Kid A transmitía un punto de vista anticonsumista, expresando el sentir de la banda en cuanto al capitalismo. Sobre esto, la edición argentina de Rolling Stone comenta que fue «el odio por la celebridad [lo que] inspiró la belleza divergente de «How to Disappear Completely»». En 2005, el crítico Chuck Klosterman comentó que Kid A era, de hecho, «un presagio no intencional pero escalofriante de los ataques del 11 de septiembre» y la situación mundial tras este acontecimiento.
Yorke dijo que el álbum trata parcialmente acerca «de la generación que heredará la Tierra cuando nosotros hayamos acabado con todo». Sin embargo, se ha negado a explicar las letras en términos políticos, mientras que ha llegado a mencionar que algunas han sido personales y se han inspirado en sueños. Otras letras se inspiraron en los consejos que Yorke recibía de sus amigos. Por ejemplo, el verso I'm not here, this isn't happening —«No estoy aquí, esto no está pasando»— de «How to Disappear Completely» se extrajo de los consejos de Michael Stipe con respecto a sobrellevar la presión que las giras ejercían sobre Yorke. También, el estribillo de «Optimistic», If you try the best you can, the best you can is good enough —«Si intentas dar lo mejor de ti, lo mejor que puedas hacer es suficiente»— se inspiró en la pareja de Yorke, Rachel Owen, mientras que «Everything in Its Right Place» fue el resultado de la incapacidad de Yorke para hablar durante su depresión en la gira de OK Computer.

## Diseño artístico

### Videoclips yblips
No se lanzaron videos musicales convencionales para este disco, aunque sí pequeños cortometrajes llamados blips, generalmente de alrededor de treinta segundos de duración. Se mostraban regularmente entre los programas de televisión de MTV, ocasionalmente como comerciales televisivos del mismo disco, y se ofrecieron gratuitamente en la página oficial de Radiohead. Cada uno de los blips fue diseñado por los colectivos The Vapour Brothers o Shynola. La mayoría consistían en animaciones y a menudo se inspiraron en el diseño artístico de Stanley Donwood; también se los ha visto como historias que representan a la naturaleza reclamando mesura por la biotecnología y consumismo incontrolables. Sus protagonistas incluyen a «monstruos de esperma» y parpadeantes ositos de peluche asesinos modificados genéticamente, que más tarde se convertirían en el logotipo de la campaña de promoción del álbum. A fines de 2000 se divulgó un video más tradicional, con imágenes de la banda tocando una versión alternativa de «Idioteque» en un estudio. Varios meses más tarde se lanzó un video para «Motion Picture Soundtrack», usando una recopilación de blips, que Yorke ha descrito como «lo más hermoso que jamás se haya filmado para [acompañar] nuestra música».

### Diseño de la portada

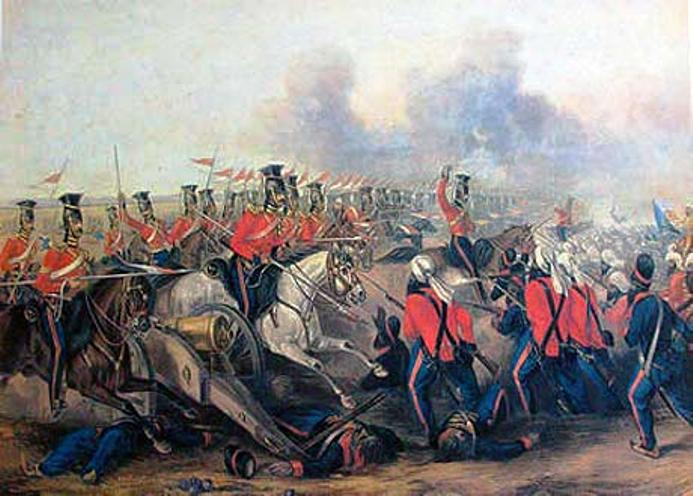
Stanley Donwood se basó en el arte militar inglés de la época victoriana para crear la carátula del disco. Este cuadro, llamado en su idioma original Charge of the 16th Queens Own Lancers at the battle of Aliwal 1846, del británico Henry Martens, es un ejemplo de este estilo

El diseño de la portada, realizado por Donwood y Tchock —seudónimo de Thom Yorke—, es una presentación computarizada de una cadena montañosa, con una distorsión pixelada cerca de la parte inferior, inspirado en la guerra de Kosovo, en el invierno de 1999. Donwood se conmovió por una fotografía publicada en The Guardian, diciendo que sentía que la guerra estaba sucediendo en su propia calle. Influenciado por el arte militar de la época victoriana, en el que se presentaban motivos de la Gran Bretaña colonial, Donwood también creó coloridos óleos, dándoles una textura rasposa con cuchillos y masilla. La contraportada es una fotografía modificada digitalmente de otro paisaje nevado, incendiándose. Asimismo, Kid A vino con un libreto interior diseñado por Donwood y Tchock, estampado en un grueso papel de calco satinado, y en donde casi al final hay un dibujo desplegable en un tríptico.
Se interpretaron algunas de estas imágenes como poseedoras de un contenido político más explícito que las letras. La piscina roja en el lomo de la caja del CD y en el mismo CD representa lo que Donwood calificó como «un símbolo de peligro inminente y esperanzas destrozadas». Aquella imagen se inspiró en la novela gráfica Brought to Light de Alan Moore y Bill Sienkiewicz, en la cual la CIA mide sus asesinatos mediante terrorismo patrocinado por el Estado con el número equivalente a llenar piscinas de 50 galones con sangre humana. Esta imagen atrapó a Donwood durante el diseño de las carátulas del disco. Las primeras ediciones de Kid A contenían un folleto con imágenes que hacían referencia a asuntos políticos entre las que se incluía al primer ministro británico Tony Blair, rodeado por carteles donde se rezaba «Demagogia».
Además, se lanzó una edición especial del álbum envuelto en un paquete de cartón similar a un libro infantil con una carátula distinta y otros dibujos de paisajes apocalípticos y ositos de peluche. Aunque similares a las de otras ediciones del álbum, no se las distorsionó digitalmente. También, se incluyó una página dentro del folleto con estadísticas sobre el derretimiento de los glaciares, en concordancia con la temática sobre la degradación ambiental en torno al álbum. En 2006 Donwood y Tchock exhibieron en Barcelona los diseños creados para todos los álbumes de Radiohead hasta esa fecha, especialmente los de Kid A. Un libro que documenta este trabajo, llamado Dead Children Playing se publicó en 2007.

## Recepción de la crítica
Kid A recibió una atención considerable y en general obtuvo críticas positivas, aunque inicialmente alejara a algunos seguidores. El novelista Nick Hornby comparó al álbum con el de Lou Reed Metal Machine Music, comentando que era un intento de «suicidio comercial» con el fin de escapar de un contrato con una discográfica. Resumió esta oposición al disco en su reseña en el periódico The New Yorker, lamentando el cambio de estilo de la banda con respecto a The Bends (1995) y OK Computer. En 2001 Radiohead apareció en la portada de The Wire, una revista de música avant-garde que usualmente ignora las nuevas corrientes dentro del rock alternativo. Más tarde la banda tuvo una entrevista con Simón Reynolds, en la que defendió su nueva producción Kid A y su consecutivo disco Amnesiac, desacreditando las acusaciones relacionadas con la poca originalidad de estos materiales.
Muchos críticos estadounidenses escribieron reseñas positivas en cuanto al álbum, mientras que por su parte Spin nombró a Radiohead «banda del año» y USA Today llamó al disco «el álbum más excéntrico en debutar en un primer puesto, destacando a Radiohead sobre un ejército gregario de productos rock y pop». Robert Christgau concedió al disco una nota de «A -» y dijo que es «una variación imaginativa sobre un patrón pop: la tristeza vuelta hermosa. No es para nada una obra maestra alienada - es música para deleitarse».
Las reseñas de las revistas francesas Les Inrockuptibles y Magic fueron favorables, e incluso los lectores de la primera lo eligieron como «álbum del año». Sin embargo, en el Reino Unido, decepcionó y enfureció a algunos críticos que esperaban que Radiohead se convirtiera en «salvadores del rock». Melody Maker había comentado meses antes del lanzamiento del disco: «Si una banda nos promete el regreso del rock, esa es Radiohead», pero después de su lanzamiento recibió críticas negativas de ese medio. NME lo describió como «temeroso de comprometerse emocionalmente» dándole un puntaje de 7/10.
A pesar de la falta de consenso, hacia finales de 2000 el álbum se incluyó con asiduidad en las listas Top ten de los críticos como un premio a la experimentación del grupo, aparentemente superando las reservas que se tenían. En 2001, recibió una nominación para los premios Grammy en las categorías de «álbum del año», «mejor producción de ingeniería» y «mejor álbum alternativo», ganando sólo en esta última. La revista Rolling Stone lo eligió además como el mejor disco de la década de 2000, agregando que «fue el primer disco de verdadero rock del futuro». En 2003 esta revista lo colocó además en el número 428 en la lista de Los mejores 500 álbumes de todos los tiempos,; en la actualización de la lista, en 2012, subió su posición hasta el puesto 67. Pitchfork Media y The Times lo encumbrarían de igual modo. También, en 2005, Pitchfork Media y la revista Stylus, cada una por separado nombraron a Kid A como «el mejor álbum en los últimos cinco años». En 2006, British Hit Singles & Albums y NME organizaron una encuesta en la que 40 000 personas a lo largo del mundo votaron por los 100 mejores álbumes de la historia y Kid A se colocó en el puesto número 95.

### Reconocimientos
| Publicación     | País           | Premio                                              | Año  | Puesto | Ref.   |
| --------------- | -------------- | --------------------------------------------------- | ---- | ------ | ------ |
| Hot Press       | Irlanda        | Los 100 mejores álbumes de todos los tiempos        | 2006 | 47     | [ 92 ] |
| Mojo            | Reino Unido    | Los 100 mejores álbumes de nuestra vida (1993–2006) | 2006 | 7      | [ 93 ] |
| NME             | Reino Unido    | Los 100 mejores álbumes británicos                  | 2006 | 65     | [ 94 ] |
| Pitchfork Media | Estados Unidos | Los 200 mejores álbumes de la década de 2000        | 2009 | 1      | [ 87 ] |
| Rolling Stone   | Estados Unidos | Los 500 mejores álbumes de todos los tiempos        | 2004 | 428    | [ 85 ] |
| Rolling Stone   | Estados Unidos | Los 100 mejores álbumes de la década                | 2010 | 1      | [ 26 ] |
| Rolling Stone   | Estados Unidos | Los 500 mejores álbumes de todos los tiempos        | 2012 | 67     | [ 86 ] |
| Rolling Stone   | Estados Unidos | Los 500 mejores álbumes de todos los tiempos        | 2020 | 20     | [ 95 ] |
| Spin            | Estados Unidos | Los 100 mejores álbumes de los últimos 20 años      | 2005 | 48     | [ 96 ] |
| Stylus          | Estados Unidos | Los 50 mejores álbumes de 2000–2004                 | 2005 | 1      | [ 97 ] |
| Time            | Estados Unidos | Los 100 álbumes de todos los tiempos                | 2006 | *      | [ 98 ] |
| The Times       | Reino Unido    | Los 100 mejores álbumes de la década de 2000        | 2009 | 1      | [ 88 ] |

* designa las listas no numeradas.

## Lista de canciones
Todas las canciones fueron compuestas por Radiohead, menos donde se indique lo contrario.
| N.º | Título                               | Duración |  |
| 1.  | «Everything in Its Right Place»      | 4:11     |  |
| 2.  | «Kid A»                              | 4:44     |  |
| 3.  | «The National Anthem»                | 5:52     |  |
| 4.  | «How to Disappear Completely»        | 5:56     |  |
| 5.  | «Treefingers»                        | 3:43     |  |
| 6.  | «Optimistic»                         | 5:16     |  |
| 7.  | «In Limbo»                           | 3:31     |  |
| 8.  | «Idioteque» (Radiohead, Paul Lansky) | 5:09     |  |
| 9.  | «Morning Bell»                       | 4:36     |  |
| 10. | «Motion Picture Soundtrack»          | 3:20     |  |

## Personal
| - Thom Yorke – voz, programación, teclado, guitarra, bajo eléctrico - Colin Greenwood – bajo eléctrico, samples - Jonny Greenwood – ondas Martenot, guitarra, arreglos, samples, sintetizador - Ed O'Brien – guitarra, programación - Phil Selway – batería, percusión, programación - Andy Bush – trompeta - Andy Hamilton – saxo tenor - Steve Hamilton – saxo alto - Stan Harrison – saxo barítono - Martin Hathaway – saxo alto - Mike Kearsey – trombón bajo | - Liam Kerkman – trombón - Mark Lockheart – saxo tenor - The Orchestra of St. Johns – pasajes de cuerdas - John Lubbock – director de orquesta - Paul Lansky – sample de «Mild und Leise» en «Idioteque» - Arthur Kreiger – sample de «Short Piece» en «Idioteque» - Nigel Godrich – productor, ingeniero de sonido, mezclas - Henry Binns – samples - Chris Blair – masterización - Graeme Stewart – ingeniero - Gerard Navarro – ingeniero |

## Posicionamiento en las listas

### Listas semanales
| Lista (2000)                        | Posición más alta |
| ----------------------------------- | ----------------- |
| Australia (ARIA)                    | 2                 |
| Austria (Ö3 Austria)                | 5                 |
| Bélgica (Ultratop flamenca)         | 3                 |
| Bélgica (Ultratop valona)           | 4                 |
| Canadá (Billboard Canadian Albums)  | 1                 |
| Países Bajos (Album Top 100)        | 4                 |
| Finlandia (Suomen Virallinen Lista) | 2                 |
| Francia (SNEP)                      | 1                 |
| Alemania (Offizielle Top 100)       | 4                 |
| Irlanda (IRMA)                      | 1                 |
| Italia (FIMI)                       | 3                 |
| Nueva Zelanda (Recorded Music NZ)   | 1                 |
| Noruega (VG-lista)                  | 2                 |
| Escocia (Scottish Albums Chart)     | 1                 |
| Suecia (Sverigetopplistan)          | 3                 |
| Suiza (Schweizer Hitparade)         | 8                 |
| Reino Unido (UK Albums Chart)       | 1                 |
| Estados Unidos (Billboard 200)      | 1                 |

### Listas de fin de año
| Lista (2000)                        | Posición |
| ----------------------------------- | -------- |
| Australian Albums (ARIA)            | 70       |
| Belgian Albums (Ultratop Flanders)  | 71       |
| Belgian Albums (Ultratop Wallonia)  | 82       |
| Canadian Albums (Nielsen SoundScan) | 59       |
| Dutch Albums (Álbum Top 100)        | 84       |
| French Albums (SNEP)                | 64       |
| UK Albums (OCC)                     | 50       |
| US Billboard 200                    | 190      |

### Certificaciones
| País | Certificación | Ventas    |
| --- | ------------- | --------- |
| Australia (ARIA) | Platino       | 70 000^   |
| Canadá | 2× Platino    | 200 000^  |
| Chile |               | 25,000    |
| ventas desde 2009 | Oro           | 50 000    |
| Nueva Zelanda (RMNZ) | Oro           | 7500      |
| Estados Unidos | Platino       | 1,480,000 |
| Resumen |               |           |
| Europa (IFPI) | Platino       | 1 000 000 |
| *las cifras de ventas sobre la base de la certificación por sí sola ^cifras de envíos sobre la base de la certificación por sí sola xcifras no especificadas sobre base de la certificación por sí sola |               |           |